# Biemna microstyla
Biemna microstyla är en svampdjursart som beskrevs av de Laubenfels 1950. Biemna microstyla ingår i släktet Biemna och familjen Desmacellidae.
Artens utbredningsområde är havet utanför Bermuda. Inga underarter finns listade i Catalogue of Life.